# 로리스 카리우스
로리스 스벤 카리우스 (Loris Sven Karius, 1993년 6월 22일, 독일 비베라흐 안 데 리스 ~ )는 독일의 축구 선수로 2. 분데스리가의 샬케 04에서 골키퍼로 뛰고 있다.

## 클럽 경력
그는 리버풀 입단 초기 시몽 미뇰레한테 밀려나 리버풀 두번째 골키퍼로 뛰고 있었다. 카리우스는 손가락 부상으로 첫 한달간 경기를 뛰지 못했다.
17-18시즌 챔피언스리그 결승전에서 그의 결정적인 실수만으로 2골을 먹히고 말았다. 최종 스코어는 1:3으로 리버풀의 패배로 끝이 났다.
경기 종료 후 카리우스는 눈물을 흘렸고 팬들의 격려를 받았다. 그는 시상대에서 준우승 메달을 받은 후 목에 걸지 않았다.
2018년 8월 25일, 베식타시와 2년 임대 계약을 맺었다. 2020년 우니온 베를린과 1년 단기 임대 계약을 맺었다

## 국가대표팀 경력
그는 독일 청소년 대표팀에서 뛴 경력이 있다.